# Christine Goguet
Christine Goguet, née le 20 octobre 1964 à Lyon, est une journaliste et auteure française.

## Biographie
Elle commence sa carrière comme journaliste correspondante du Figaro quotidien à Lyon tout en étant parallèlement grand reporter pour le Figaro Magazine. C’est dans ce cadre qu’elle réalise des enquêtes et des grands reportages exclusifs comme l’interview de Lech Wałęsa ou le dévoilement de « L’affaire Michel Noir », la première greffe d'une main (Jean-Michel Dubernard), etc..
Puis elle devient, de 1990 à 1995, responsable du Figaro Rhône Alpes, à Lyon, période pendant laquelle elle sort son livre « Album de famille des Lyonnais » et donne des cours de communication à la faculté de Lyon III.

### Engagement politique
En 1995, Christine Goguet devient conseillère municipale de Raymond Barre à Lyon.

### Fonctions au cœur du quotidienLe Figaro
Membre du comité de direction de Le Figaro, elle occupe ensuite pendant 11 ans le poste de directeur général – directeur de la rédaction du Figaroscope dont elle lance la nouvelle formule et du Figaro Étudiant.
En 2007, elle quitte Le Figaro pour rejoindre le Groupe Amaury afin de lancer un quotidien. Elle crée le magazine La Parisienne et développe les éditions spéciales du Parisien/Aujourd’hui en France. Parallèlement, en 2010, elle prend la Direction des Relations Institutionnelles du Groupe Amaury chargée de la communication. Elle est également chroniqueuse pour TV5 Monde monde et la chaîne de TF1 Stylia.
Passionnée de littérature et d’art, elle rejoint en 2018 le monde de la culture et elle est nommée directrice de la mission du mécénat et des partenariats du Centre des monuments nationaux.

## Ouvrages
Par ailleurs, Christine Goguet est auteure et publie trois ouvrages :
- Album de famille des Lyonnais[6], éditions Horvath, 1993, dans cet ouvrage, Christine Goguet dépeint l’identité lyonnaise à travers les personnages illustres originaires de cette ville tels Paul Bocuse, l'Abbé Pierre, Charles Merieux, etc.
- Refuser le malheur des hommes - Les 30 ans de Médecins du Monde, éditions Le Cherche Midi, 2010[7]
- Les Grands Hommes et Dieu, éditions du Rocher[8],[9], 2019, en douze portraits d’hommes et de femmes qui ont marqué l’Histoire (Charles de Gaulle, Victor Hugo, Vincent van Gogh, Mère Teresa, Margaret Thatcher, John Fitzgerald Kennedy, Albert Einstein, Nelson Mandela, Winston Churchill, Mohamed Ali, Alexandra David-Néel, Napoléon, François Mitterrand), l’ouvrage guide les lecteurs à travers la quête spirituelle de ces grands personnages et comment leur spiritualité et leur croyance ont éclairé leur parcours et imprégné leur action[10],[11],[12],[13],[14].

La sortie de ce livre est suivie par les médias. Christine Goguet est reçue sur le plateau de Vive les livres par Patrick Poivre d’Arvor, le 7 décembre 2019 sur Cnews, d’Interdit d’Interdire par Frédéric Taddeï, le 8 janvier 2020 sur RT France, entre autres. La journaliste Laetitia Bonavita lui consacre la quatrième de couverture du Figaro le 26 décembre 2019.